# 116 a.C.
Il 116 a.C. (CXVI a.C. in numeri romani) è un anno  del II secolo a.C.

## Nati
- Marco Terenzio Varrone, letterato, grammatico e militare romano († 27 a.C.)

## Morti
- 28 giugno - Tolomeo VIII, sovrano egizio
- Cleopatra II, regina egizia
- Quinto Cecilio Metello Macedonico, politico e generale romano (n. 188 a.C.)